# العلاقات الروسية الكرواتية
العلاقات الروسية الكرواتية هي العلاقات الثنائية التي تجمع بين روسيا وكرواتيا.

## خلفيتها
تعود العلاقات الثقافية والشخصية بين روسيا وأشخاص من أراضي كرواتيا الحديثة إلى ما قبل استقلال كرواتيا في عام 1991، مثل رحلة إلى موسكو قام بها المبشر الكرواتي الكاثوليكي يوراج كريتشانيتش في عام 1659 والذي نُفي لاحقًا إلى توبولسك في سيبيريا حيث أمضى 16 عامًا في كتابة المخطوطات التي روجت الوحدة السلافية.
لى خلفية الحركة الإيليرية، وهي حركة لعموم الجنوب السلافي، تعتبر في التاريخ الكرواتي جزءًا من النهضة الوطنية الكرواتية (هرفاتسكي نارودني بريبورود)، بعض الكرواتيين البارزين في القرن التاسع عشر (أراضي كرواتيا الحديثة كانت آنذاك جزءًا إلى حد كبير) من الإمبراطورية النمساوية، فيما بعد النمسا-المجر) سعوا إلى تطوير علاقة أقوى مع روسيا لأنهم رأوا في الإمبراطورية الروسية قوة عالمية وأمة سلافية شقيقة كانوا يأملون في الحصول على المساعدة منها خلال النهضة الوطنية الكرواتية.
سافر القومي الكرواتي يوجين كفاتيرنيك، الذي كان أحد مؤسسي الحزب القومي الكرواتي للحقوق، من بين دول أخرى، إلى روسيا في نهاية عام 1857 وبقي هناك معظم عام 1858 على أمل طلب المساعدة لقضية الكرواتية في الاستقلال عن الإمبراطورية النمساوية (كانت العلاقات الروسية النمساوية ضعيفة في أعقاب حرب القرم)، لكنها لم تحقق الكثير. وفي وقت لاحق، اعتبر روسيا تهديدًا لقضية الكاثوليك في الأراضي الكرواتية لأنه كان يعتقد أن روسيا سعت إلى تعزيز نفوذها في البلقان من خلال تعزيز العقيدة الأرثوذكسية وبالتالي دعم الصرب الأرثوذكس. حافظ إيفان كوكولغيفيتش ساكينسكي، أحد الشخصيات البارزة في الحركة الإليرية على اتصالات مع عدد من الأكاديميين الروس، وأساتذة الجامعات، والقس الروسي في السفارة الروسية في فيينا، ميخائيل فيودوروفيتش راغيفسكي. كتب إلى العالم الروسي ألكسندر ستيبانوفيتش بوبوف في عام 1877: أنت في موسكو تعرف جيدًا كم من الوقت كان السلاف الجنوبيون ينتظرون الخلاص. وأنت تعلم أيضًا أن أعين السلاف مثبتة عليك وأن قلوبنا مليئة بك.
بينما تدهورت علاقات روسيا مع صربيا، الدولة التي يُنظر إليها شعبيًا على أنها حليفة تقليدية لروسيا، بعد مؤتمر برلين عام 1878 (اعتبرت صربيا شروطها غير مناسبة)، زاد نفوذها في الأراضي الكرواتية. على الرغم من هذه التطلعات، فإن زيارة الإمبراطور النمساوي فرانز جوزيف إلى سانت بطرسبرغ ومؤتمره مع نيكولاس الثاني ملك روسيا في عام 1897 بشرت باتفاق سري بين الإمبراطوريتين لتكريم والسعي للحفاظ على الوضع الراهن في البلقان.
في 1914-1917، جُندت عدة تشكيلات من الحرس الملكي الكرواتي الرئيسي داخل الجيش النمساوي المجري وكذلك أفواج الجيش المشترك من مملكة كرواتيا وسلافونيا (مثل فوج المشاة 79 من أوتوجاك) ، شارك في حملات الحرب العالمية الأولى التي تقاتل ضد الجيش الإمبراطوري الروسي في غاليسيا وبوكوفينا؛ تكبدوا خسائر فادحة في أغسطس - سبتمبر 1914 وخاصة خلال المرحلة الأولى من الهجوم الروسي في يونيو 1916.
خلال الفترة ما بين الحربين العالميتين، في عشرينيات وثلاثينيات القرن الماضي، استضافت مملكة يوغوسلافيا، التي ضمت الأراضي الكرواتية، جزءًا كبيرًا من المنفيين البيض الذين فروا من روسيا السوفيتية خلال الحرب الأهلية الروسية. إلى جانب صربيا، قبلت كرواتيا الآلاف من اللاجئين الروس بقيادة الجنرال بيوتر رانجيل وأنتوني خرابوفيتسكي. حتى وفاته في عام 1936، كان أنتوني يُعتبر زعيمًا لجميع اللاجئين الروس في يوغوسلافيا، بلد رفض نظامه الملكي المناهض للسوفييت والشيوعية إقامة علاقات دبلوماسية مع الاتحاد السوفيتي حتى يونيو 1940. بعض المدن الكرواتية كان لديها العديد من المؤسسات العسكرية والدينية والتعليمية والمهنية الروسية، والتي أُغلقت جميعًا في مايو 1945، بعد فرض النظام الشيوعي في كرواتيا.  معظم هؤلاء الروس القلائل الذين فشلوا في المغادرة إلى الغرب، تعرضوا للانتقام والملاحقة القضائية، أو أجبروا على المغادرة إلى الاتحاد السوفيتي.
خلال الحرب الألمانية السوفيتية (يونيو 1941 - مايو 1945)، تميز فوج المشاة المعزز الكرواتي رقم 369 (وحدة من فرقة جاغر رقم 100 في الجيش الألماني، بقيادة الضباط الكرواتيين فيكتور بافيتشيتش ولاحقًا ماركو ميسيتش) في المعركة ستالينغراد، لكنها استسلمت مع الجيش الألماني السادس في أوائل فبراير 1943. في نهاية الحرب في أوروبا، قاتلت وحدات من الجبهة الأوكرانية الثالثة التابعة للجيش الأحمر في بعض الأراضي المأهولة بالسكان الكرواتيين، ثم في الغالب خارج حدود دولة كرواتيا المستقلة الموالية لألمانيا. في اليوم الذي هاجمت فيه ألمانيا الاتحاد السوفيتي، في 22 يونيو 1941، تلقى الحزب الشيوعي اليوغوسلافي أوامر من الكومنترن الذي يتخذ من موسكو مقرًا له بالمجيء لمساعدة الاتحاد السوفيتي. من يوليو 1941، حارب أنصار تيتو اليوغوسلافيون، بدعم من الاتحاد السوفيتي، ألمانيا، وحلفائهم.  في نوفمبر 1944، خلال معركة باتينا (الآن في كرواتيا)، قُتل 1237 رجلًا من الجيش الأحمر وهم يقاتلون ضد قوات المحور المشتركة. من ناحية أخرى، اندمجت فرقة فرسان القوزاق الأولى وفرقة فرسان القوزاق الثانية في فيلق سلاح الفرسان القوزاق الخامس عشر في فبراير 1945 تحت القيادة الألمانية ويعمل بشكل رئيسي من قبل قوزاق من الاتحاد السوفيتي، من عام 1943 نفذوا عمليات تكتيكية ناجحة في كرواتيا ضد الشيوعيين. حرب العصابات و- من أواخر عام 1944- الجيش الأحمر. كما قاتلت من أكتوبر 1944 - ضد الثوار الشيوعيين والقوات السوفيتية - كانت الوحدات المنسحبة من فيلق الحماية الروسي، التي توفي قائدها الجنرال الروسي بوريس شتيفون في زغرب في 30 أبريل 1945.
أعقبت هزيمة الجمعية الوطنية لحقوق الإنسان في منتصف مايو 1945 عمليات قتل جماعي للسجناء الكرواتيين وإنشاء جمهورية كرواتيا الشعبية الشيوعية الموالية للسوفييت (حتى منتصف عام 1948) المؤيدة للحزب الواحد، جمهورية كرواتيا الشعبية. كونها إحدى الجمهوريات المكونة لها. احتفظ اتحاد الجمهوريات الاشتراكية السوفياتية بقنصلية عامة في زغرب.

## مقارنة بين البلدين
هذه مقارنة عامة ومرجعية للدولتين:
| وجه المقارنة                                              | روسيا                                   | كرواتيا                                                  |
| --------------------------------------------------------- | --------------------------------------- | -------------------------------------------------------- |
| المساحة (كم2)                                             | 17.08 مليون                             | 56.59 ألف                                                |
| عدد السكان (نسمة)                                         | 146.80 مليون                            | 4.11 مليون                                               |
| الكثافة السكانية (ن./كم²)                                 | 8.59                                    | 72.63                                                    |
| العاصمة                                                   | موسكو                                   | زغرب                                                     |
| اللغة الرسمية                                             | اللغة الروسية                           | اللغة الكرواتية                                          |
| العملة                                                    | روبل روسي                               | كونا كرواتية                                             |
| الناتج المحلي الإجمالي (بليون دولار)                      | 1.58 تريليون                            | 54.85 مليار                                              |
| الناتج المحلي الإجمالي (تعادل القوة الشرائية) بليون دولار | 3.69 تريليون                            | 94.64 مليار                                              |
| الناتج المحلي الإجمالي الاسمي للفرد دولار أمريكي          | 9.09 ألف                                | 11.54 ألف                                                |
| الناتج المحلي الإجمالي للفرد دولار أمريكي                 |                                         | 21.64 ألف                                                |
| مؤشر التنمية البشرية                                      | 0.798                                   | 0.818                                                    |
| رمز المكالمات الدولي                                      | +7                                      | +385                                                     |
| رمز الإنترنت                                              | .ru، .рф، .рус ‏، .su                    | .hr                                                      |
| المنطقة الزمنية                                           | Magadan Time ‏، ت ع م+02:00، ت ع م+12:00 | توقيت وسط أوروبا، ت ع م+01:00، ت ع م+02:00، أوروبا/زغرب ‏ |

## مدن متوأمة
في ما يلي قائمة باتفاقيات التوأمة بين مدن روسية وكرواتية:
- ترتبط سانت بطرسبرغ مع زغرب باتفاقية توأمة منذ 2 أكتوبر 1967.
- ترتبط ريازان مع أوميش باتفاقية توأمة.
- ترتبط بالاكوفو مع زغرب باتفاقية توأمة.
- ترتبط نوفوروسيسك مع بولا باتفاقية توأمة منذ 1990.[23]
- ترتبط يالطا مع رييكا باتفاقية توأمة منذ 2008.[24][24][25][25]

## منظمات دولية مشتركة
يشترك البلدان في عضوية مجموعة من المنظمات الدولية، منها:
| علم المنظمة | اسم المنظمة                        | تاريخ انضمام روسيا | تاريخ انضمام كرواتيا |
| ----------- | ---------------------------------- | ------------------ | -------------------- |
|             | المنظمة الهيدروغرافية الدولية      | ?                  | ?                    |
|             | منظمة الشرطة الجنائية الدولية      | 27 سبتمبر 1990     | ?                    |
|             | الاتحاد البريدي العالمي            | ?                  | ?                    |
|             | منظمة التجارة العالمية             | 22 أغسطس 2012      | ?                    |
|             | الفريق المعني برصد الأرض           | ?                  | ?                    |
|             | مجموعة الموردين النوويين           | ?                  | ?                    |
|             | مؤسسة التنمية الدولية              | 16 يونيو 1992      | 25 فبراير 1993       |
|             | اتفاقية السماوات المفتوحة          | ?                  | ?                    |
|             | منظمة الأمن والتعاون في أوروبا     | 1992               | 24 مارس 1992         |
|             | مؤسسة التمويل الدولية              | 12 أبريل 1993      | 25 فبراير 1993       |
|             | مجلس أوروبا                        | 28 فبراير 1996     | ?                    |
|             | منظمة حظر الأسلحة الكيميائية       | ?                  | ?                    |
|             | الأمم المتحدة                      | 24 أكتوبر 1945     | 22 مايو 1992         |
|             | الاتحاد الدولي للاتصالات           | 1866               | 3 يونيو 1992         |
|             | البنك الدولي للإنشاء والتعمير      | 16 يونيو 1992      | 25 فبراير 1993       |
|             | وكالة ضمان الاستثمار متعدد الأطراف | 29 ديسمبر 1992     | 19 مارس 1993         |
|             | يونسكو                             | 21 أبريل 1954      | 1 يونيو 1992         |

## أعلام
هذه قائمة لبعض الشخصيات التي تربطها علاقات بالبلدين:
- نيكولاي فولكوف (مصارع محترف من الولايات المتحدة الأمريكية، 14 أكتوبر 1947 – 29 يوليو 2018)

## وصلات خارجية
- موقع وزارة الخارجية الروسية
- موقع وزارة الخارجية الكرواتية